# Franziskus Hennemann
Franziskus Xaver Hennemann SAC (ur. 27 października 1882 w Holthausen w Sauerlandzie, zm. 17 stycznia 1951 w Kapsztadzie) – biskup misyjny.

## Życie
Franziskus Hennemann pochodził z rodziny kupieckiej. Po ukończeniu szkoły rektorskiej w Fredeburgu w 1899 wstąpił do zakonu pallotynów w Koblencji. W 1907 otrzymał święcenia kapłańskie.
Jako że już w czasach szkoły przejawiał zainteresowanie opowiadaniami o misjonarzach w krajach zamorskich, zaraz po swoich święceniach prosił o przeniesienie do Afryki. Będąc jeszcze pomocnikiem biskupa misyjnego Heinricha Vietera, podejmował liczne wyprawy misyjne w głąb Kamerunu. Dzięki zażyłym kontaktom z autochtonami nauczył się ich języka, wżył się w ich sposób myślenia i życia oraz został znawcą wyobrażeń religijnych w tym obszarze. Przez swoje podróże wniósł także do zbadania kraju.
Papież Pius X mianował go 16 lipca 1913 biskupem tytularnym Coptus oraz koadiutorem ciężko chorego wikariusza apostolskiego, Heinricha Vietera. Święceń biskupich udzielił mu 26 kwietnia 1914 Vieter, konsekratorami byli też Armengol Coll y Armengol CMF, wikariusz apostolski Fernando Poo w Gwinei Równikowej oraz biskup Louis Jean Martrou CSSP, wikariusz apostolski Gabonu. W 1914 został mianowany wikariuszem generalnym Kamerunu.
Dziewięć lat później mianowany przez Piusa XI objął pracę misyjną w prefekturze apostolskiej w Oudtshoorn w Południowej Afryce. Także tam rozpoczął skuteczną pracę organizacyjną. W swojej pracy ignorował postanowienia apartheidu. Z powodu jego sukcesów został mianowany w 1933, przez papieża, biskupem Kapsztadu/RPA, południowoafrykańskiego kościoła rodzimego. Na początku jego kariery, życie kościelne w regionie praktycznie nie istniało. Mimo ciężkiej sytuacji gospodarczej udało mu się wznieść 11 nowych kościołów, wiele kaplic, szkół oraz założyć różne stowarzyszenia charytatywne. Powołał także dwa żeńskie zgromadzenia zakonne.
Następujące pogorszenie zdrowia zmusiło go w 1949 podczas swojego pobytu w Rzymie do zrzeczenia się swoich obowiązków. Jego rezygnacja została przyjęta przez Piusa XII. Następnie wycofał się do szpitala Pallotynów w Kapsztadzie gdzie został aż do swojej śmierci.
Hennmann był członkiem honorowym katolickiego związku studenckiego Rheno-Borussia w Bonn.

## Dzieła
- Sieben Jahre Missionsarbeit in Kamerun, w: Zeitfragen aus der Weltmission 1918
- Zwei Grundfragen afrikanischer Missionsarbeit, w: ZM 9, 1919
- Die religiösen Vorstellungen der heidnischen Bewohner Süd-Kameruns, w: Ehrengabe dt. Wiss., Franz Fessler (Hrsg.) 1920
- Werden und Wirken eines Afrikamissionars. Erlebtes und Erschautes., Pallotiner Verlag Limburg an der Lahn 1922, 180 S.